# Eric Leme Walther Maleson
Eric Leme Walther Maleson (Rio de Janeiro, 11 agosto 1967) è un dirigente sportivo ed ex bobbista brasiliano, fondatore e storico presidente della Confederação Brasileira de Desportos no Gelo.

## Biografia
Maleson ha fatto parte, come pilota, del primo equipaggio di bob brasiliano che ha preso parte a un'edizione dei Giochi olimpici invernali, gareggiando nell'edizione di Salt Lake City 2002 e piazzandosi al ventisettesimo posto nel bob a quattro. 
Prese inoltre parte ad almeno una edizione dei campionati mondiali, gareggiando nel bob a quattro a Lake Placid 2003, dove giunse in diciassettesima posizione.

### Dirigente sportivo
Come dirigente sportivo è stato membro della commissione sviluppo della Federazione Internazionale Slittino (FIL) dal 2002 al 2006, e del comitato organizzatore dei XV Giochi panamericani, tenutisi nella sua città natale nel 2007. Nel 1996 ha fondato la Confederação Brasileira de Desportos no Gelo ("Confederazione brasiliana degli sport del ghiaccio"); Dal 2007 è inoltre entrato a far parte del direttivo della Federazione internazionale di bob e skeleton (IBSF) in qualità di Direttore delle Comunicazioni e Marketing.

## Palmarès

### Coppa Nordamericana
- 1 podio[1] (nel bob a quattro)
  - 1 terzo posto.